# Апсли Хаус
Апсли Хаус, известна също като Номер Едно, Лондон, е била лондонската резиденция на херцозите на Уелингтън и е единствената сграда на територията на Хайд Парк (намира се в неговия югоизточен ъгъл).
Днес сградата е обявена за паметник на културата и до нея има публичен достъп като музей и художествена галерия, въпреки че настоящият херцог на Уелингтън все още използва от време на време част от сградата. Това е може би единственият запазен пример в Лондон за аристократична градска къща от този вид. Започната е през 1771 г. и неин архитект е Робърт Адам.
Стаите се поддържат, доколкото е възможно, в първоначалния им стил и декорация. Тук се намира колекцията от картини, порцеланови и сребърни изделия, направени за херцога в Португалия през 1815 г., скулптури и обзавеждане.